# El Guijo
El Guijo er en by og kommune i det sydlige Spanien i provinsen Córdoba. Den har et indbyggertal på 346 (2024) indbyggere.